# Isole di Alexander
Le isole di Alexander (in russo Острова Александра, ostrova Aleksandra) sono un gruppo di piccole isole russe nell'Oceano Artico che fanno parte della Terra di Zichy nell'arcipelago della Terra di Francesco Giuseppe.
Sono state così chiamate in onore del feldmaresciallo Alexander von Krobatin (1849-1933), ministro imperiale della guerra dal 1912.

## Geografia
Le isole di Alexander sono un gruppo di 5 piccole isole che si trovano nella parte settentrionale della Terra di Zichy, a nord della parte occidentale dell'isola di Jackson, la più lontana è a 4 km dalla costa. Alcuni dei loro nomi conosciuti sono: Sputnik (Остров Срутник), Mesamejutnyj (Остров Мезамеютный) e Pervatčok (Остров Первачок).
La più grande delle cinque isole si trova al centro del gruppo, ha un'altezza di 46 m e un diametro di 900 m. Le altre isole non raggiungono i 100 m. L'intero gruppo è libero dai ghiacci.